# 数式

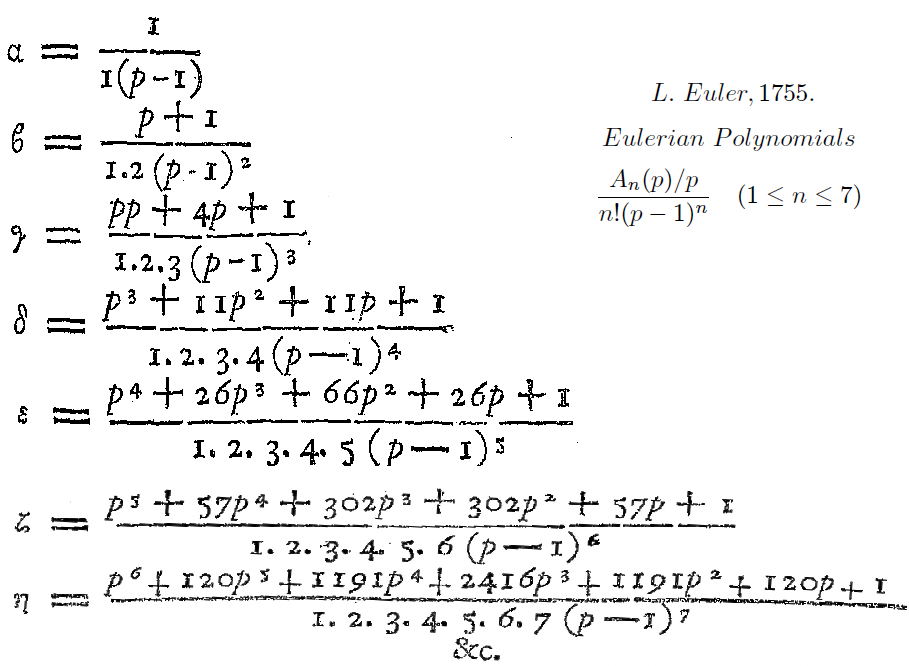
オイラーが1755年に書いた数式

数学における数式（すうしき、mathematical expression、mathematical formula）は、数・演算記号・不定元などの数学的な文字・記号（および約物）が一定の規則にのっとって結合された、文字列である。

## 構文と意味
一般に数式には、その値（英: value）が定められており、数式はその値を表現すると考えられている。数式の値の評価（英: evaluation）は、その数式に用いられる記号の定義あるいは値によって決まる。すなわち、数式はそれが現れる文脈に完全に依存した形で決まる。

### 構文論
各数式は構文論（シンタックス）的に構築され、正しく並べられた（well-formed: 整形の）ものでなければならない。それはつまり、使用が許された演算は、正しい場所に正しい数の引数を持ち、それら引数を構成する文字列は有効かつ演算の順番が明確であるようになっていなければならない、などを意味する。与えられた記号からなる文字列が構文規則に違反するということは、それは正しく並んでおらず数式として有効ではないということになる。
例えば、通常の算術において式『1 + 2 × 3』は正しく並んでいるが『× 4)x + , / y』は有効な式ではない。

### 意味論
数式にそれが表す意味を与えることを研究するのが意味論（セマンティクス）である。形式的意味論は、構文論的に正しい文字列として形式的に与えられる数式に、形式的に意味を付与する。
代数学において数式は「値」を指定することに利用できる（値はその式に現れる変数に割り当てられた値に依存してよい）。この「値」を決定する問題は、数式を構成する各記号に割り当てられた意味論に依って異なり、意味論の選択はその数式が属している文脈に依存して決まる。例えば、構文論的には同じ式『1 + 2 × 3』でも、演算の優先順位が文脈によって異なれば、異なる値（この場合、7 かもしれないし 9 かもしれない）を持ち得る。
このような意味論規則の中に、どのような値も持たないある種の数式（例えば、零除算を含む式）を宣言することは可能である（そのような式は「値が定義されない」とはいえ、それでもなお正しく並べられた式であることに変わりはない）。一般には、数式の意味は「指定された値」に制限されるものではない。例えば、その数式は条件を指定するものであるかもしれないし、それは解かれるべき方程式であるかもしれないし、あるいは数式それ自体をある種の規則によって操作可能な数学的対象と見なすことだってできる。ある種の数式では、それが値を指定するものであると同時にそれが持つと仮定された条件をも表すということも起きる（例えば、演算子 ⊕ を含む数式が、直和という演算を施すこととその演算を施した結果として得られる対象を同時に表している、というようなこと）。

### 形式言語とラムダ計算
形式言語によって、正しい数式（英: well-formed expression）の概念を形式化することができるようになる。
1930年代に「λ式」と呼ばれる新たな種類の数式が、アロンゾ・チャーチおよびスティーヴン・クレイニにより、函数とその評価を定式化するために導入された。λ式はλ計算—数理論理学およびプログラミング言語理論において用いられる形式体系—の基礎を成している。
任意の二つのラムダ式に対して同値性判定を行うことは決定不可能な問題である。実数を表現する数式に対する（つまり、整数から始めて四則演算や指数対数を用いて実数を構成する）場合もである（リチャードソンの定理）。

## 変数
数式には独立変数（どくりつへんすう、英: independent variable）、自由変数（じゆうへんすう、英: free variable）あるいは不定元（ふていげん、英: indeterminate）と呼ばれる、その数式自体の中では値を持たないような記号を含むものもある。独立変数の評価は数式を含む文脈から外因的に与えられる。対して従属変数（じゅうぞくへんすう、英: dependent variable）または束縛変数（そくばくへんすう、英: bound variable）と呼ばれる記号はその評価が特定の独立変数に結び付けられており、その対応する独立変数の評価が行われ値が決定されるごとに、従属変数自身の評価が同時に（従属的に）行われる。
回帰分析などにおいては、モデルの独立変数を説明変数 （せつめいへんすう、英: explanatory variable）と呼び、従属変数を応答変数（おうとうへんすう、英: response variable、responding variable）とか目的変数（もくてきへんすう、英: target variable）などと呼ぶ。確率論や統計学の分野では確率変数の独立性などについて「独立」という言葉を多く用いるため、誤解を避けるため独立変数という言葉はあまり用いられない（説明変数は確率論の意味で独立でなくてよい）。

## 数式の種類
Template:Synthesis

### 代数式と超越式
代数式とは加減乗除冪根の6種類の符号によって連結されている数式をいい、それ以外の式を超越式という。代数式には有理式と無理式がある。
- 代数式
  - 有理式 - 根号を含まない代数式[1]
    - 整式（有理整式） - 文字の分母を含まない式[1]
      - 単項式（{\displaystyle -3x^{3}y^{2}}など）
      - 多項式（{\displaystyle 2-a}や{\displaystyle x^{3}-y}など）

    - 分数式 - 文字の分母を含む式[1]（{\displaystyle {\frac {1}{2x-1}}}など）

  - 無理式 - 根号を含む代数式[1]（{\displaystyle {\sqrt {x+1}}}など）
- 超越式

### 関係式
関係式には等式と不等式がある。
- 等式
  - 恒等式 - 文字にどのような数値を入れても成り立つ式[2]
  - 方程式 - 文字に特定の数値を入れたときにだけ成り立つ式[2]
- 不等式
  - 絶対不等式
  - 条件付不等式

### その他の分類
- 完全平方式 - 整数の平方に変換することができる式[2]
- 対称式 - 前後の文字を入れ替えても同じ式となる式（{\displaystyle a+b}や{\displaystyle ab}など）[2]
- 交代式 - 前後の文字を入れ替えると符号が変化する式（{\displaystyle a-b}や{\displaystyle a^{2}-b^{2}}など）[2]

## 注